# Рославовиці
Рославовиці (пол. Rosławowice) — село в Польщі, у гміні Біла-Равська Равського повіту Лодзинського воєводства.
Населення — 113 осіб (2011).
У 1975-1998 роках село належало до Скерневицького воєводства.

## Демографія
Демографічна структура станом на 31 березня 2011 року:
|          | Загалом | Допрацездатний вік | Працездатний вік | Постпрацездатний вік |
| -------- | ------- | ------------------ | ---------------- | -------------------- |
| Чоловіки | 64      | 11                 | 47               | 6                    |
| Жінки    | 49      | 7                  | 28               | 14                   |
| Разом    | 113     | 18                 | 75               | 20                   |